# Tudo por Dinheiro (1997)
Tudo por Dinheiro (em inglês:  Money Talks) é um filme americano de 1997, uma comédia dirigida por Brett Ratner e estrelado por Chris Tucker e Charlie Sheen.

## Sinopse
Franklin Hatchett (Chris Tucker) é um cambista malandro muito esperto que trabalha em um lava-jato, mas acaba sendo preso, sendo transportado junto e algemado junto com  Villard (Gérard Ismaël), um contrabandista de diamantes muito poderoso. No meio do trajeto um grupo fortemente armado rende a escolta policial que os transportavam, Franklin acaba tendo que fugir junto a Villard, eles conseguem fugir em um helicóptero que já estava preparado para a fuga do contrabandista, só que com a fuga Villard quer apagar todos os rastros e tenta matar Franklin que se joga do helicóptero em movimento, mas a situação para ele ainda vai piorar, pois a polícia acha que ele é culpado por toda essa confusão. Mas sua única maneira de provar inocência é com a  ajuda de James Russell (Charlie Sheen), um repórter ambicioso que faz tudo para ter a melhor matéria, e está prestes à se casar. Eles vão a um leilão de veículos procurar o carro certo que está cheio de diamantes fazendo os lances mais altos para conseguir assim irritar os contrabandistas que também estão no local. Depois, eles se encontram em um campo, e Franklin joga os diamantes todos no chão, e a polícia chega. Villard tenta fugir, mas James Russell coloca granadas no helicóptero em que o contrabandista tentava fugir, e Villard morre. No final James consegue sua reportagem, e casa com sua noiva, e Franklin finalmente consegue provar que é inocente, de toda essa confusão.

## Elenco
- Chris Tucker como Franklin Hatchett
- Charlie Sheen como James Russell
- Gerard Ismael como Raymond Villard
- Heather Locklear como Grace
- Elise Neal como Paula
- Michael Wright como Aaron
- Paul Sorvino como Tony Cipriani
- Larry Hankin como Roland
- Paul Gleason como Lieutenant Bobby Pickett
- Frank Bruynbroek como Dubray
- Veronica Cartwright como Connie Cipriani
- Damian Chapa como Carmine
- Faizon Love como Gay Cellmate

## Recepção
No site agregador de críticas Rotten Tomatoes, 16% das 79 resenhas dos críticos são positivas.